# باچکی مونوشتور
باچکی مونوشتور (به صربی: Bački Monoštor) یک روستا در صربستان است که در Apatin District واقع شده‌است. باچکی مونوشتور ۹۸٫۱۲ کیلومتر مربع مساحت و ۳٬۴۸۵ نفر جمعیت دارد و ۸۶ متر بالاتر از سطح دریا واقع شده‌است.